# Nicole Charcopa
Nicole Charcopa (Guayaquil, Guayas, Ecuador, 1 de abril del 2000) es una futbolista ecuatoriana que juega como defensa y su actual equipo es el Club Deportivo Cuenca de la Superliga femenina de Ecuador.

## Trayectoria

### Conaviro
Se inició en el Conaviro, jugó en las temporadas 2014 y la segunda mitad del 2015.

### Rocafuerte FC
En el año 2015 llegó al Rocafuerte FC, club en donde permaneció la primera mitad de aquel año.

### Club Ñañas
En el año 2016 fichó por el club Ñañas y jugó toda la temporada de la Serie B femenina.

### Unión Española
Para el último trimestre del 2016, Nicole se enrola Unión Española, club en el cual fue campeona en las temporadas 2016 y 2017-2018.

### Club Deportivo El Nacional
En el 2020 fichó por el Club Deportivo El Nacional, club en el cual se coronó campeona de la Superliga Femenina.

### Deportivo Cuenca
En el 2019 llegó al Deportivo Cuenca, allí se coronó campeona de la naciente Superliga Femenina, para el año 2021 ficho nuevamente por el Deportivo Cuenca, y consiguió coronarse por tercera vez consecutiva, el campeonato nacional femenino.

## Selección nacional
Ha sido internacional con la Selección femenina de fútbol de Ecuador.

### Participaciones en Copa América
| Copa América               | Sede  | Resultado    | Partidos | Goles |
| -------------------------- | ----- | ------------ | -------- | ----- |
| Copa América Femenina 2018 | Chile | Primera Fase | 2        | 0     |

## Clubes
| Club                       | País    | Año         | Part. | Goles |
| -------------------------- | ------- | ----------- | ----- | ----- |
| Conaviro                   | Ecuador | 2014, 2015  |       | 3     |
| Rocafuerte F.C             | Ecuador | 2015        | 11    | 2     |
| Ñañas                      | Ecuador | 2016        |       |       |
| Unión Española             | Ecuador | 2016 - 2018 | 32    | 2     |
| Deportivo Cuenca           | Ecuador | 2019, 2021  | 47    | 10    |
| Club Deportivo El Nacional | Ecuador | 2020        | 14    | 3     |
| Total                      | Total   | 2014 - 2021 | 104   | 20    |

Actualizado al 12 de septiembre del 2021.

## Palmarés

### Títulos nacionales
| Título                                            | Club                       | País    | Año         |
| ------------------------------------------------- | -------------------------- | ------- | ----------- |
| Campeonato Ecuatoriano de Fútbol Femenino 2016    | Unión Española             | Ecuador | 2016        |
| Campeonato Ecuatoriano de Fútbol Femenino 2017-18 | Unión Española             | Ecuador | 2017 - 2018 |
| Súperliga Ecuatoriana de Fútbol Femenino 2019     | Deportivo Cuenca           | Ecuador | 2019        |
| Súperliga Ecuatoriana de Fútbol Femenino 2020     | Club Deportivo El Nacional | Ecuador | 2020        |
| Súperliga Femenina de Ecuador 2021                | Deportivo Cuenca           | Ecuador | 2021        |